# Helena Solarek
Helena Solarek (ur. 24 grudnia 1901, zm. 26 września 1946 w Gdyni) – polska Sprawiedliwa wśród Narodów Świata.

## Życiorys
Helena Solarek urodziła się w rodzinie Marcinkiewiczów 24 grudnia 1901 r. Latem 1942 r. Helena Solarek udzieliła schronienia zbiegłej z getta warszawskiego Hannie Flajszman błąkającej się po wsi Czubajowizna w okolicach Radzymina w poszukiwaniu pracy. Wspólnie z córką z pierwszego małżeństwa Haliną, Helena Solarek zapewniała Flajszman bezpieczne schronienie i wyżywienie. Za pośrednictwem znajomej pracującej w radzie wiejskiej Solarek załatwiła dla ukrywanej fałszywe dokumenty tj. Kenkartę na nazwisko Rozalia Szyling która umożliwiła Hannie swobodne poruszanie się po okolicy. W późniejszym czasie Nechama Flajszman, siostra Hanny, również uciekła z warszawskiego getta i dotarła do domu Solarków. Ze względu na antysemityzm w domu i wiosce, Solarek zaaranżowała dla Nechamy kryjówkę. Kilka dni później Halina dostarczyła jej fałszywe dokumenty, które umożliwiły jej zarejestrowanie się do pracy w Niemczech, gdzie przeżyła okupację. Solarkówny opiekowały się Hanną, którą uważały za członka rodziny, aż do wyzwolenia terenu przez Armię Czerwoną. Po zakończeniu działań wojennych Helena i Halina Solarkówny wyjechały do Gdyni, gdzie Helena była przesłuchiwana przez UB w konspekcie jej kontaktów z Armią Krajową. Uniknęła represji dzięki interwencji ukrywanej podczas okupacji Hannie Flajszman. Hanna i Nechama Flajszmanowie wyemigrowały do Australii, utrzymując korespondencję z rodziną Solarków. 26 września 1946 r. Helena Solarek zmarła. Została pochowana na cmentarzu Witomińskim w Gdyni, lokalizacja grobu: 1 / 50 / 8.
30 czerwca 1997 r. Jad Waszem uznał Helenę Solarek oraz jej córkę Halinę Swędrowską-Solarek za Sprawiedliwe wśród Narodów Świata.